# Caño Cristales
Caño Cristales je řeka v Kolumbii. Protéká pohořím Serranía de la Macarena v departementu Meta a patří do povodí řeky Guaviare. Je dlouhá okolo 100 km a dosahuje maximální šířky 20 metrů.
Tok vytváří četné peřeje a na jeho březích roste tropický deštný les. Skalnaté dno je tvořeno kvarcitem starým 1,2 miliardy let a nacházejí se v něm četné obří hrnce. Voda v Caño Cristales je mimořádně čirá, obsahuje minimum živin a nežijí v ní proto žádné ryby. Díky tomu se řeka vyznačuje střídáním pestrých barev, které jí daly přezdívku „tekutá duha“. Je zde možno pozorovat zároveň žlutý písek, zelený mech, modrý odraz nebe, černé skály a trsy endemické rostliny Macarenia clavigera, která získává v období od července do listopadu jasně červené zbarvení.
Tento přírodní unikát zpopularizoval cestovatel a publicista Andrés Hurtado García. Od ukončení občanské války v Kolumbii sem směřují davy turistů, obavy z poškození ekosystému vedly v roce 2019 k uzavření okolní oblasti na půl roku.